# لوران مارگانتن
لوران مارگانتن (به فرانسوی: Laurent Margantin) نویسنده قرن بیستم میلادی اهل فرانسه است.